# Sigurd Jansen
Sigurd Jansen (né le 4 mars 1932) est un chef d'orchestre et compositeur norvégien.

## Biographie
Il suit une formation classique à l'Académie de musique d'Oslo et enseigne à l'Académie de piano entre 1957 et 1962. Il se fait d'abord connaître comme pianiste de jazz. Depuis la fin des années 1950, il participe à plusieurs enregistrements en tant que chef d'orchestre, arrangeur et pianiste. Il travaille comme chef d'orchestre au Chat Noir et dirige l'orchestre de studio de la chaîne suédoise Hylands Hörna. Avec Rolv Wesenlund et Harald Heide-Steen, entre autres, il est à l'origine du théâtre Lysthuset, de la série télévisée Og takk for det, et de plusieurs revues,.
Jansen est employé permanent de la NRK entre 1972 et 1992, où il est responsable de la musique de nombreux programmes de radio et de télévision, en plus d'un certain nombre de missions indépendantes dans les années 1960. Il est également à l'origine de la série Nå får det være norsk. Jansen a arrangé plus de 1 500 morceaux pour l'Orchestre de la radio norvégienne et a été chef d'orchestre régulier pendant plusieurs années.
Pendant plusieurs années, il dirige la participation norvégienne à la finale internationale du Concours Eurovision de la chanson. En 1964, Jansen remporte la finale norvégienne du Concours Eurovision de la chanson avec Spiral. Sa chanson la plus célèbre est Winter and Snow, écrite pour les championnats du monde de ski de 1966 et interprétée par Wenche Myhre.
Sigurd Jansen remporte plusieurs prix pour ses compositions et dirige plusieurs orchestres européens dans l'interprétation de ses œuvres. Jansen occupe des postes de confiance dans des organisations musicales, notamment en tant que président de la Norsk forening for komponister og tekstforfattere (NOPA) entre 1972 et 1999. 

## Films
Il a écrit la bande-son de ces films :
- 1965 : De kalte ham Skarven (norvégien)
- 1967 : Elsk...din næste (danois)
- 1972 : Takt og tone i himmelsengen (danois)